# Mary Hartman, Mary Hartman

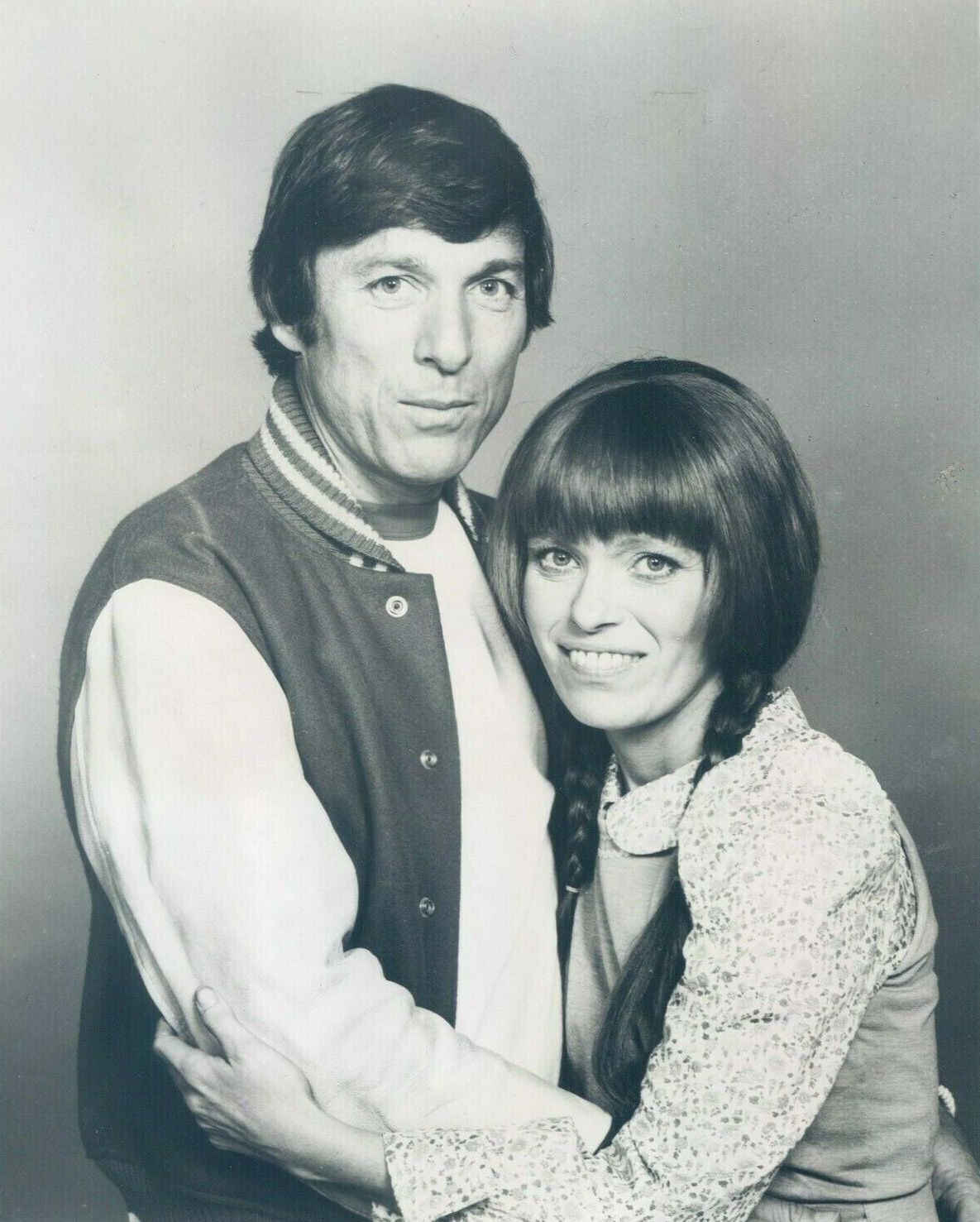
Greg Mullavey (Tom) y Louise Lasser (Mary Hartman).

Mary Hartman, Mary Hartman fue una serie de televisión estadounidense que se emitió de forma diaria entre enero de 1976 y mayo de 1977. La serie fue producida por Norman Lear, dirigida por Joan Darling, Jim Drake, Nessa Hyams y Giovanna Nigro y protagonizada por Louise Lasser. Fue escrita por Gail Parent y Ann Marcus. La serie se centraba en la complicada vida cotidiana de Mary Hartman, un ama de casa de Fernwood, Ohio.
En 2004 y 2007, Mary Hartman, Mary Hartman fue ubicada en la posición #21 y #26 respectivamente en la lista "Programas de culto de todos los tiempos" de la revista TV Guide.

## Reparto
- Louise Lasser como Mary Penny Hartman.
- Greg Mullavey como Tom Hartman.
- Dody Goodman como Martha Shumway.
- Mary Kay Place como Loretta Haggers.
- Graham Jarvis como Charlie "Baby Boy" Haggers.
- Debralee Scott como Cathy Lorraine Shumway.
- Philip Bruns como George Shumway.
- Victor Kilian como Raymond Larkin.
- Claudia Lamb como Heather Hartman.